# ارث (فیلم ۲۰۰۶)
«ارث» (انگلیسی: Inheritance (2006 film)) فیلمی در ژانر مستند است که در سال ۲۰۰۶ منتشر شد.